# Stephen Gould (Sänger)

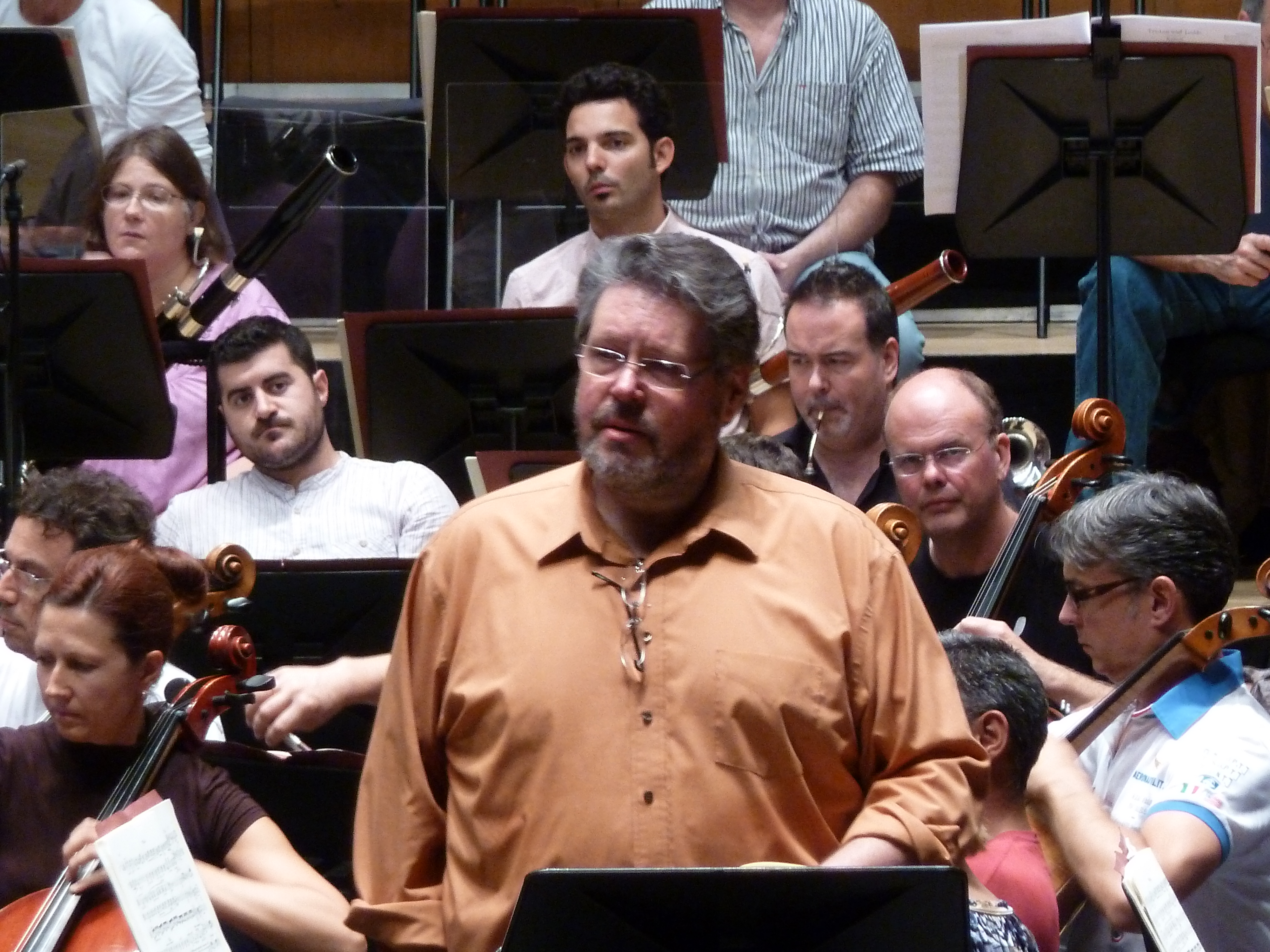
Stephen Gould bei Proben von Tristan und Isolde im Opernhaus in Coruña (2013)

Stephen Gould (* 24. Januar 1962 in Roanoke, Virginia; † 19. September 2023 in Chesapeake, Virginia) war ein US-amerikanischer Opernsänger (Tenor).
Zu seinem Repertoire gehörten Partien wie Siegmund (Die Walküre), Erik (Der fliegende Holländer), Paul (Die tote Stadt), Bacchus (Ariadne auf Naxos), Kaiser (Die Frau ohne Schatten) und die Titelrollen in Lohengrin, Parsifal oder Otello, aber auch die Gurre-Lieder von Arnold Schönberg und die Partie des Solotenors in Beethovens 9. Sinfonie. Weltruhm erlangte er besonders durch seine Interpretation des Tristans (Tristan und Isolde), des Tannhäusers sowie des Siegfrieds (Der Ring des Nibelungen).

## Leben
Gould war der Sohn einer Konzertpianistin und eines Methodistenpfarrers. Er studierte am New England Conservatory of Music in Boston. Gould war zunächst acht Jahre lang als Musicalsänger tätig (zum Beispiel im Musical Das Phantom der Oper), bevor er zum Heldentenor wechselte. Danach war er Mitglied des Nachwuchsprogramms der Lyric Opera of Chicago (Lyric Opera Center for American Artists). Sein Debüt als Heldentenor gab er als Florestan in Beethovens Oper Fidelio.
Gould war einer der gefragtesten Wagnersänger weltweit. Im Jahr 2001 debütierte er an der Bayerischen Staatsoper als Melot in Tristan und Isolde unter der Leitung von Zubin Mehta. Den Siegfried in Wagners Ring sang er unter anderem an den Staatsopern in Wien und München sowie 2006 bis 2008 bei den Bayreuther Festspielen. Hier debütierte er 2004 als Tannhäuser und gab auch 2015 den Tristan in Katharina Wagners Inszenierung. Ebenfalls 2004 feierte er sein Debüt an der Wiener Staatsoper, wo er zuletzt unter anderem als Bacchus, Erik, Kaiser, Peter Grimes und Otello engagiert war. Im Mai 2015 wurde Stephen Gould der Titel Österreichischer Kammersänger verliehen. Von 2019 bis 2022 sang er die Titelpartie in Tobias Kratzers Inszenierung von Tannhäuser bei den Bayreuther Festspielen. Zu seinen Aufnahmen zählen u. a. Beethovens 9. Sinfonie unter Donald Runnicles, Siegfried, Götterdämmerung und Tristan und Isolde unter Christian Thielemann sowie Siegfried und Tristan und Isolde unter Marek Janowski.
Gould lebte abwechselnd in den USA und in Wien. Er hielt es für unerlässlich, dass ein Wagnersänger in Deutschland oder in Österreich lebt („Denn mit einem Coach allein kann man Wagner nicht lernen.“). Er sprach fließend Deutsch.
Im August 2023 gab er sein Karriereende aus gesundheitlichen Gründen bekannt. Nach Abschluss der Bayreuther Festspiele teilte Gould am 5. September 2023 mit, er sei an einem unheilbaren, rasch tödlich verlaufenden Gallengangskarzinom erkrankt. Er starb am 19. September 2023 im Alter von 61 Jahren.

## Auszeichnungen und Ehrungen
- 2015: Berufstitel Österreichischer Kammersänger[10]